# Pollard, Daniel, Booth 3
Pollard, Daniel Booth 3 is een livealbum van de combinatie Brendan Pollard, Michael Daniel (Hashtronaut) en Phil Booth. Het bevat elektronische muziek en dan wel uit de Berlijnse School voor Elektronische Muziek. De heren speelden op het E-Live-festival versie 2009 in Theater De Enck in Oirschot; een concert georganiseerd door Groove Unlimited. De tracks dragen de naam van de plaats Eindhoven. Lange tracks met sequencers waren het resultaat.
Op de heen- en terugreis werden de drie heren geplaagd door een stakende Sea France (bootdienst) (heen) en een poging tot inbraak uit de auto waardoor ze de boot terug misten. 

## Musici
- Brendan Pollard – modular synthesizers, mellotron, Fender Rhodes piano
- Michael Daniel – synthesizers, gitaar, glissgitaar, Fender Rhodes piano
- Phil Booth – synthesizer, SFX

## Muziek
| Nr. | Titel         | Duur  |
| --- | ------------- | ----- |
| 1.  | Eindhoven I   | 23:06 |
| 2.  | Eindhoven II  | 29:01 |
| 3.  | Eindhoven III | 25:16 |